# Joemy Blanco
Joemy Blanco (San Juan, 19 de octubre de 1979) es una actriz puertorriqueña de televisión, conocida por su trabajo en las telenovelas que produce Televisa, Univisión y RCN Televisión.

## Personal
Nacida el 19 de octubre de 1979 en Puerto Rico, comenzó su carrera como actriz en la telenovela Amigas y rivales (2001) en el personaje de Rebecca.

## Vida profesional
Antes de su debut en TV participó en el teatro desde los 16 años en su natal Puerto Rico. En el 1997 la nombraron la mejor actriz joven por el San Juan Star de Puerto Rico. El mismo año de su debut en la Televisión reaparece en la telenovela infantil Aventuras en el tiempo interpretando a Danny en dicha producción de Rosy Ocampo.
Al finalizar las grabaciones de Aventuras en el tiempo realiza su primer protagónico juvenil en la telenovela Así son ellas (2002) como Claudia, a la que siguieron Velo de novia (2003), Soñar no cuesta nada (2005) y Mi adorada Malena (2007) en el papel de Rebeca.
En 2009 trabaja en la telenovela Las detectivas y el Víctor interpretando a Camila, una de las protagonistas de la historia.
Continúa su labor artística como educadora de teatro, bienestar y como portavoz de la salud mental.

## Telenovelas
- Demente criminal (2014) .... Sofía Sánchez
- Las detectivas y el Víctor (2009) .... Camila Umaña
- Mi adorada Malena (2007) .... Rebeca
- Soñar no cuesta nada (2005)  .... Lucy
- Velo de novia (2003) .... Claudia Montenegro
- Así son ellas (2002) .... Cecilia Calderón Corso
- Amigas y rivales (2001) .... Rebeca
- Aventuras en el tiempo (2001) .... Danny
- La usurpadora (1998) ... Clemencia

### Series
- Al borde del deseo (2008)... Diana Linares
- Vanished (2006)... Luisa
- Decisiones (2006)... Varios Episodios
- Mujer, casos de la vida Episodios

### Cine
- El escritor de telenovelas (2011)... María
- Punto y aparte (2002)... Greta

## Premios
Premio Tv y Novelas 2010: Mejor Actriz de Reparto por Las detectivas y el Víctor.